# Manifestarios
Se llaman manisfestarios a una secta de anabaptistas que aparecieron en Prusia en el siglo XVII. 
Fueron llamados así porque que era pecado el negar o disimular su doctrina cuando se les preguntaba. Los que por el contrario opinaban que era lícito ocultarla se llamaron clanculares.